# 富士山ワイナリー
富士山ワイナリー（ふじさんワイナリー、英: Fujisan Winery）は、静岡県富士宮市にあるワイナリーである。地元および近隣の山梨県の自社畑で栽培された甲州ブドウからワインを造っている。ブドウ樹に感染するリーフロールウイルスの研究を行い、ウイルスフリーのブドウ樹の育成に取り組んでいる。ワインは全国のレストランやオンラインショップおよび自社のカフェ、ワインショップで販売している。

## 歴史
富士山ワイナリーは、12歳で来日したアメリカ人、アーネスト・シンガーによって設立された。
世界各国のワインの輸入会社を経営している、当社代表のアーネスト・シンガーは山梨県のワイナリーから甲州種の絶滅の危機に瀕していることを相談され、2003年に「甲州ワインプロジェクト」を立ち上げた。
2007年に朝霧ワインを設立した。その後、会社名は富士山ワイナリーに改名された。

## 甲州ブドウ

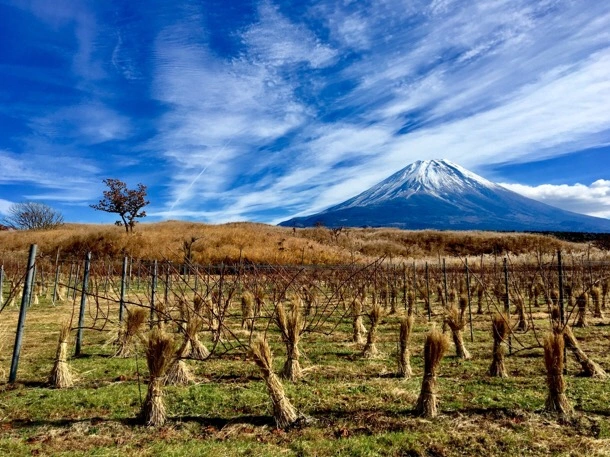
富士山の絶景を望む富士山ワイナリーのブドウ畑で育つ甲州ブドウ

甲州は白ブドウで、数世紀前にシルクロードを経てヨーロッパから日本に持ち込まれたと考えられている。DNA検査によると、甲州はヨーロッパのブドウ品種であるヴィティス・ヴィニフェラのハイブリッドである。
2000年ごろ甲州の人気は年々低下しており、山梨県での栽培面積は50%以上減少し、2010年には最低記録に達した。2003年ごろシンガーの立ち上げた「甲州ワインプロジェクト」は日本全国のワインメーカーを山梨に集めロバート・パーカー氏、デュブルデュー教授を招きシンポジウムを開いた。日本国営テレビに1時間のドキュメンタリー番組の影響もあり、甲州ワインブームが訪れ今や甲州ブドウは購入が大変難しくなった。また、甲州の国際的な認知度が高まるにつれ、山梨県は日本一のワイン生産地となることができた。山梨県は栽培面積を増やし、2025年までに1,000トンの甲州ブドウの生産を目標にしている。

## 他の日本のワインメーカーとの共同プロジェクト
辛口の甲州ワインに集中することを決め、グレースワインの三澤茂計など、他の日本のワインメーカーと協力した。彼らはアイデアを交換し、多くの企業が関わるようになった。そのうちの一部は山梨のワイナリーを中心にKoshu of Japanという組織として団結した。

## デニス・デュブルデューとのワイン作り

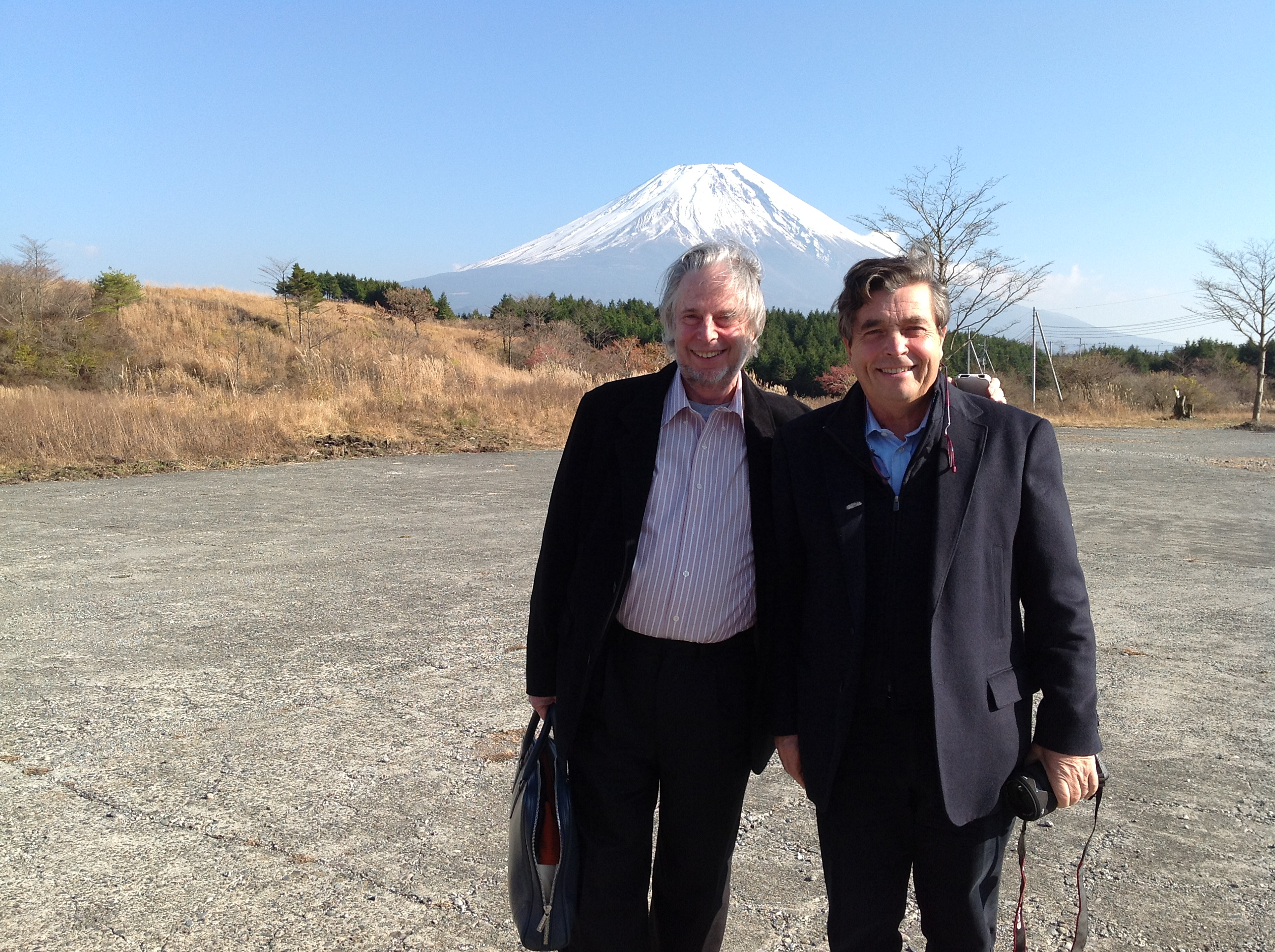
ワイナリーの前で創業者アーネスト・シンガーと一緒にいるデニス・デュブルデュー（右）。

2003年、甲州種絶滅の危機を救うために、当時ボルドー大学醸造学部長ドゥニ・デュブルデュー教授を招聘した。彼は甲州種がワイン用の品種「ヴィティス・ヴィニフェラ種」でなければ、ワインは造れないと言った。そこで、カリフォルニア大学デイヴィス校に甲州の葉を送りDNA鑑定を依頼した。当時甲州種のゲノムが95％がヴィティス・ヴィニフェラ種であることが判明し、デュブルデュー教授はコンサルタントになることを引き受けた。
甲州ブドウの皮は非常に苦いため、デュブルデュー教授は搾汁率を50％に制限した。甲州の糖度は海外で栽培される品種に比べて低かったが、デュブルデューは発酵前に糖を加えず、アルコール度数が9.5～11％と自然のままのワインを造った。彼は、ポルトガルのヴィーニョ・ヴェルデのようにほかにも同様のワインが存在し、受け入れられていると説明した。
2013年には、甲州のスパークリングワインの製造にも取り組んだ。そのヴィンテージのドサージュ（瓶内第二次発酵後に加えられる糖分）は1リットルあたり2グラムにすぎなかった。

## EUへの輸入承認
EUのワイン規制は日本よりも厳格である。日本のワインをワインと認めることができる機関が日本にはなかったため、2007年まで日本のワインはEUに正規に輸出することはできなかった。シンガーは関係各省に問い合わせと働きかけをし、「独立法人酒類総合研究所」がEUの農業委員会が認めるラボに認定された。そして、2007年12月にシンガーの造ったKoshu Cuvée Denis Dubourdieu 2006が輸出認定第一号となり翌2008年1月日本で初めてEUに輸出した。
その後、山梨県のワイナリーもつづいて輸出するようになった。

## ウイルスフリーのブドウ樹プロジェクト

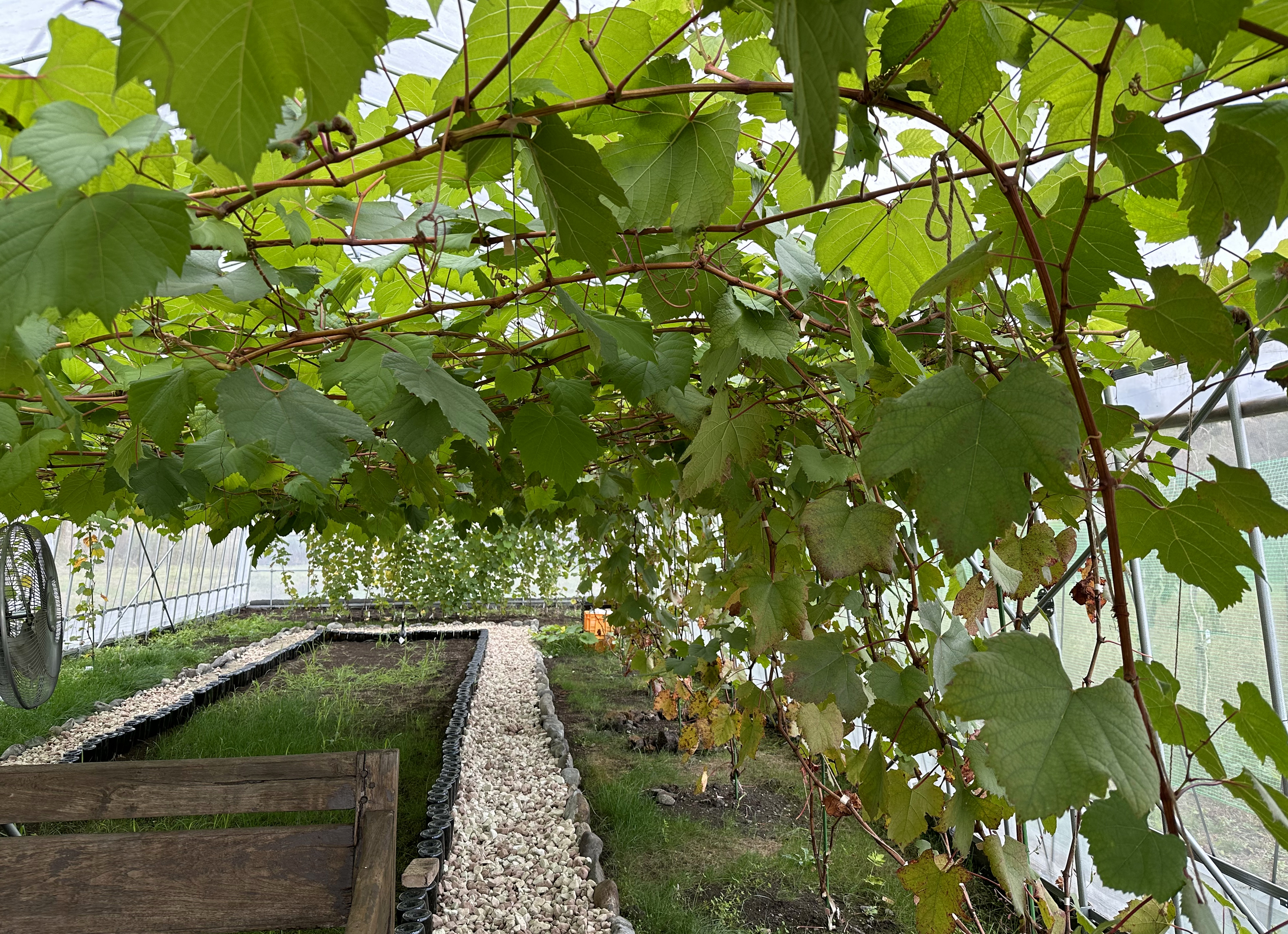
中部大学が生産したウイルスフリーの甲州ブドウ樹が富士山ワイナリーの温室で栽培されている

甲州のブドウ樹は、リーフロールウイルスなどのウイルスに感染することが多い。感染すれば糖度が低下し、アルコール度数が12％以上になるのが難しい。ウィルスフリーブドウにすることによって、完熟した高品質のブドウを作ることができる。ウイルスフリーのブドウ樹の生産は、ワインの品質向上に大きな一歩となる。中部大学と協力してウイルスフリーのブドウ樹を生産する長期プロジェクトに関与している。ワイナリーの著者たち、中部大学および他の大学の著者たちは、ウイルスフリーのブドウ樹を作成するプロセスを説明する論文を発表した。ウイルスフリーのブドウ樹は、富士山ワイナリーの温室で栽培されている。

## カフェとワインショップ

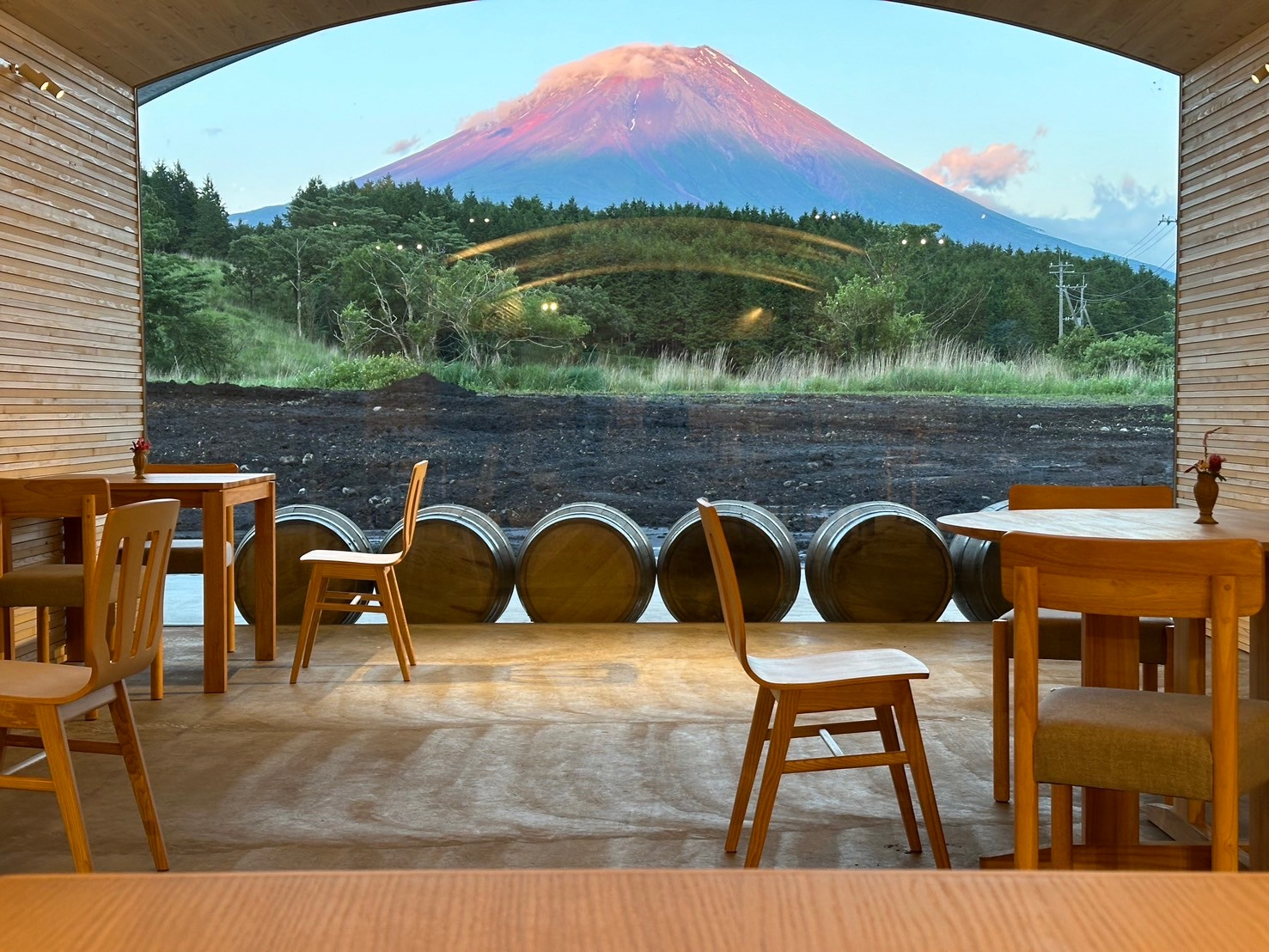
富士山ワイナリーのカフェから見える富士山

富士山にいちばん近い富士山ワイナリーには、目の前に富士山の景色が見える「カフェシゼン」がある。

## アクセス
- 国道139号 - 登録路線

## 周辺
- 田貫湖
- 道の駅朝霧高原
- ふもとっぱらキャンプ場
- 富士山バギー
- 富士緑の休暇村 - 富士山・河口湖の宿 - 山梨県 鳴沢村